# Mohnenfluh
Mohnenfluh är ett berg i Österrike.   Det ligger i distriktet Bregenz och förbundslandet Vorarlberg, i den västra delen av landet, 500 km väster om huvudstaden Wien. Toppen på Mohnenfluh är 2 542 meter över havet, eller 385 meter över den omgivande terrängen. Bredden vid basen är 2,2 km.
Terrängen runt Mohnenfluh är bergig söderut, men norrut är den kuperad. Runt Mohnenfluh är det ganska glesbefolkat, med 47 invånare per kvadratkilometer.. Närmaste större samhälle är Mittelberg, 10,9 km norr om Mohnenfluh. 
Trakten runt Mohnenfluh består i huvudsak av gräsmarker.